# الكرات (سيدي علي الكراتي)
الكرات هي إحدى مشيخات المملكة المغربية، تتبع جغرافيا لإقليم الصويرة وإداريًا لسيدي علي الكراتي. يقدر عدد سكانها بـ 2463 نسمة حسب الإحصاء الرسمي للسكان والسكنى لسنة 2004.